# Virgen en oración (Sassoferrato)
La Virgen en oración es una pintura al óleo sobre lienzo creado hacia 1640 por Giovanni Battista Salvi da Sassoferrato (también conocido como Sassoferrato), actualmente expuesto en la National Gallery de Londres. Su temática es María, madre de Jesús de Nazaret, orando en actitud de devoción tranquila y silenciosa.

## Historia
A lo largo de su carrera, Sassoferrato se especializó en la representación del tema de la Virgen en oración, un tema que ya se había desarrollado en el siglo XV y que conoció una considerable popularidad en el siglo XVI, en parte debido al diferente enfoque de la fe promovido por los reformadores de la Iglesia católica romana: éstos, de hecho, propugnaban un enfoque del culto que acabaría desembocando en la contemplación individual.
El trabajo de Salvi se inspiró fuertemente en los extraordinarios ejemplos anteriores de Rafael y Perugino. En este caso, Sassoferrato optó por inspirarse más en el Urbino, cuyas pinturas presentaban elegantes ropajes de brillantes colores y esculturales rasgos faciales. Otro de los lienzos del artista en los que se nota la influencia de Rafael es La Virgen y el Niño abrazados, en el que la figura del Niño Jesús también adquiere protagonismo.
En el siglo XVII, la Virgen sola en oración se había convertido en un tema común entre las pinturas religiosas. Pero no fue hasta mediados del siglo XIX que la National Gallery compró tanto la Virgen rezando como la Virgen abrazando al Niño, cuando un renovado interés por las pinturas de Sassoferrato y Rafael se extendió por todo el mundo del arte londinense.
El artista se benefició enormemente de la realización de estos pequeños lienzos para mecenas privados, hasta el punto de ser ampliamente reconocido como un verdadero maestro de las pinturas que representan a la Virgen en oración. Su enfoque casi comercial (los lienzos eran similares y, además de a encargos privados, se destinaban a menudo a los fieles que peregrinaban a Roma) y el inconfundible sentimentalismo expresado en sus obras le valieron posteriormente duras críticas, sobre todo en el siglo XX.

## Descripción
El fondo liso y oscuro contrasta con la cabeza inclinada de la Virgen María, que está, por el contrario, radiante; el efecto, además, se ve acentuado por el tocado blanco que lleva. La intensa luz atrae la mirada del espectador hacia el luminoso drapeado azul y los pliegues realistas de la tela. La paleta del retrato se centra, con gran sencillez, en tres tonos -rojo, blanco y azul-, sin que ningún detalle distraiga la atención de la figura orante. La Virgen está bañada en una luz resplandeciente y sus manos están unidas con dulzura; su perfecta piel de porcelana confiere cualidades escultóricas al lienzo y hace que su presencia se perciba como real. El brillo del vestido azul, combinado con el fondo negro, acentúa aún más el resplandor de toda la figura. Para la coloración del vestido, el artista utilizó un costoso pigmento, obtenido del lapislázuli extraído en la región nororiental de Afganistán.

## Versiones de la obra.
Sassoferrato pintó varias versiones de este tema, algunas de las cuales realizó personalmente y otras confió a su taller.

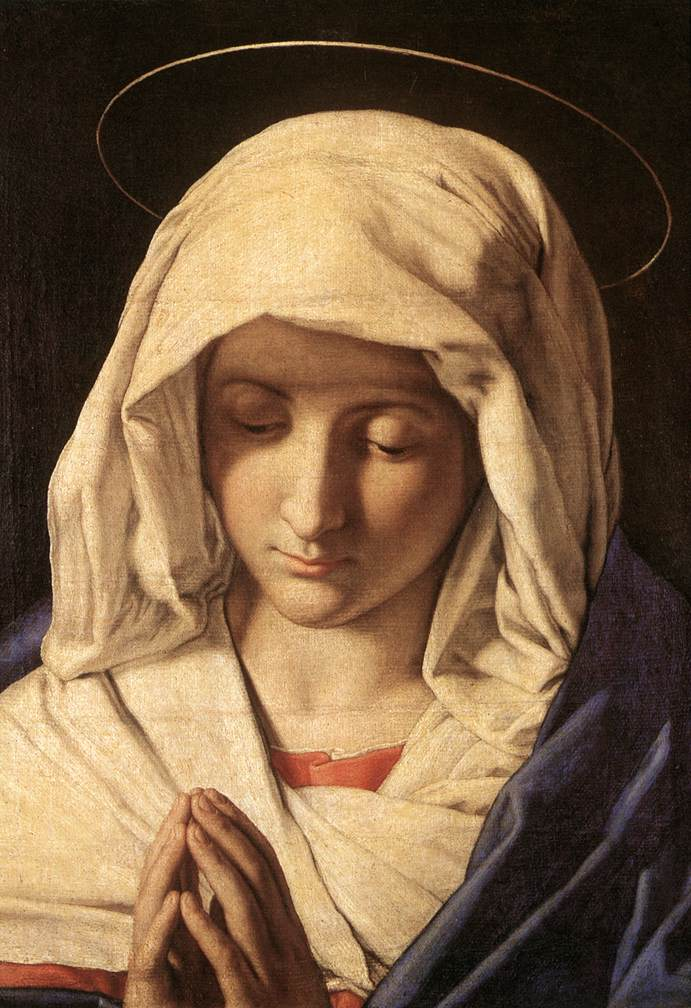
Versión de Bérgamo .
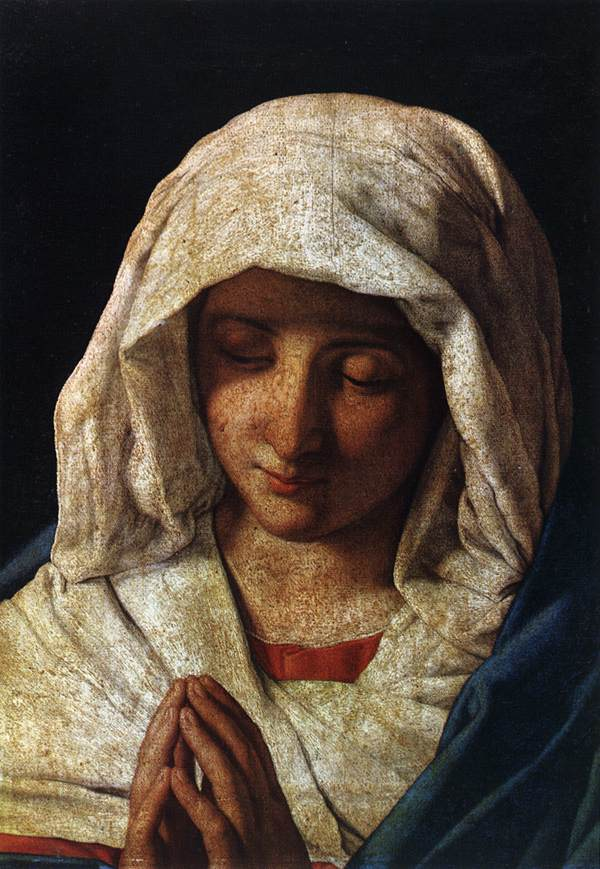
Versión de Venecia .
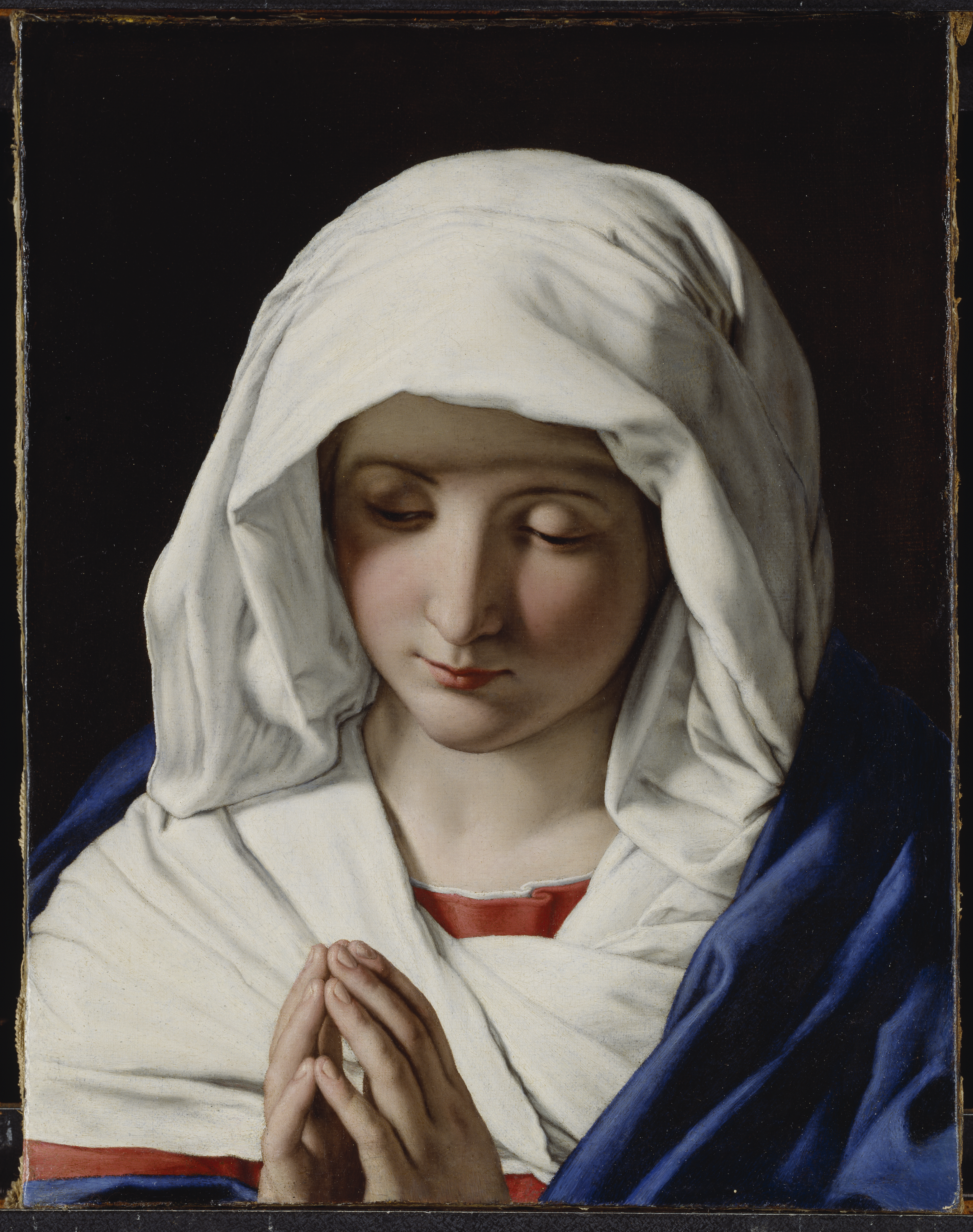
Versión de Estocolmo .
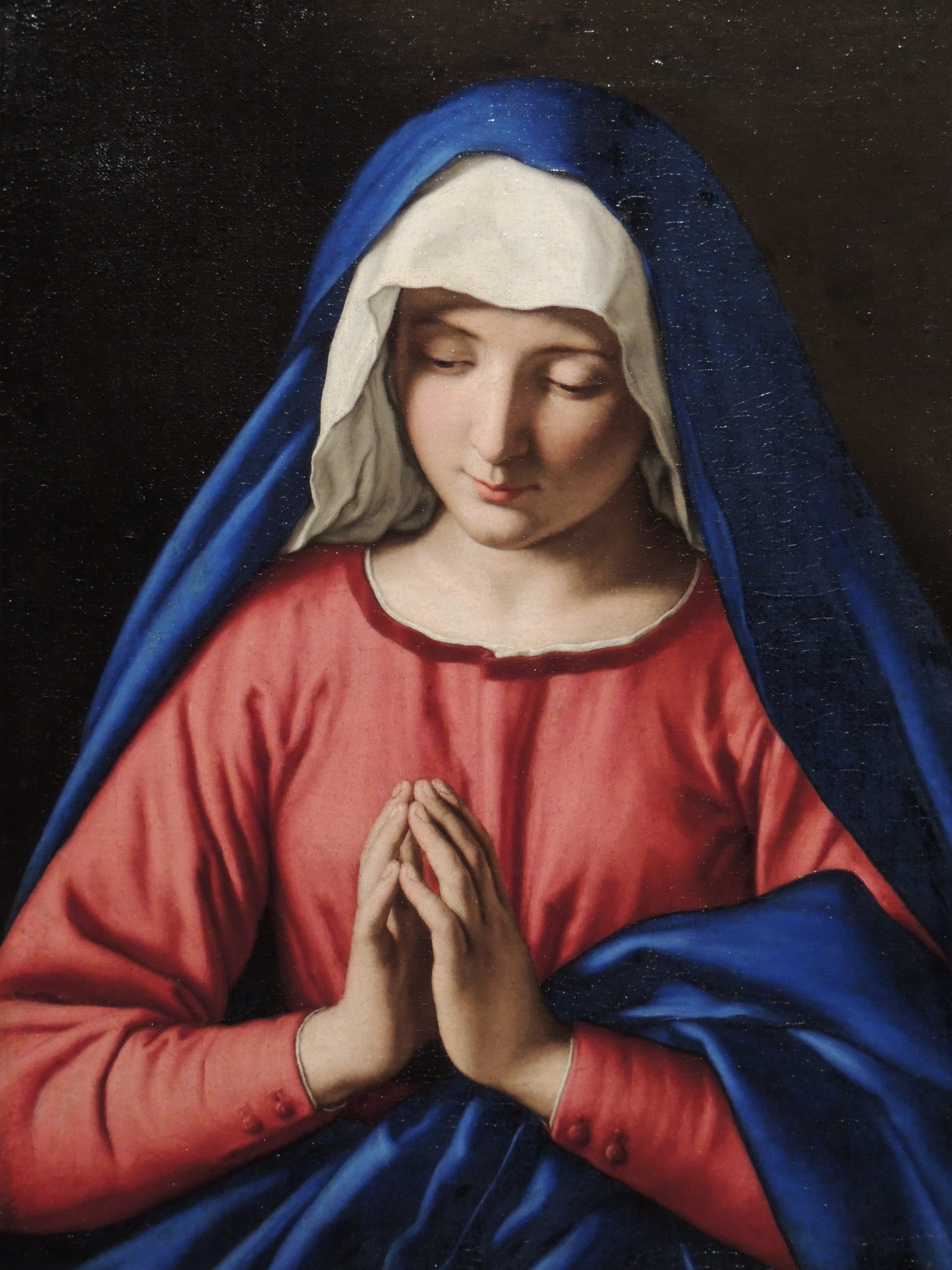
Versión de Estrasburgo .